# پرنپورت
پرنپورت (به انگلیسی: Perranporth) یک روستا در بریتانیا است که در Perranzabuloe واقع شده‌است. پرنپورت ۳٬۰۶۶ نفر جمعیت دارد.